# Manuela Oreiro Lema de Vega
Manuela Oreiro Lema de Vega (Madrid, 1818-Madrid, 1854) fue una cantante de ópera española.

## Biografía
Nacida el 9 de noviembre de 1818 en Madrid, estudió en el Conservatorio de María Cristina, teniendo como maestros, de solfeo a Baltasar Saldoni, y de canto a Francesco Piermarini. Contratada como prima donna assoluta por los teatros de Madrid en la temporada 1836 -37, debutó en el de la Cruz con la ópera de Vicenzo Bellini I Capuleti ei Montecchi, produciendo un entusiasmo general, que se reprodujo más tarde cuando cantó Ana Bolena, el esule di Roma y el Belisario. 
En 1838 contrajo matrimonio con el literato Ventura de la Vega, y después de una corta ausencia de la escena, volvió y su fama alcanzó el apogeo con ocasión de la llegada a Madrid del famoso cantante Giovanni Battista Rubini, con el que cantó, entre otras, las óperas Lucia di Lammermoor y La sonnambula, compartiendo las ovaciones con el gran tenor. 
Continuó de forma brillante la carrera, y en 1849 y 1850 tomó parte en las obras que se cantaron en el hermoso teatro mandado construir el palacio por la reina Isabel, figurando el Ildegonda, y La conquista de Granada de Emilio Arrieta; La Straniero, de Bellini; Luisa Miller de Giuseppe Verdi, y alguna otra, saliendo la cantante a éxito para velada. 
Murió en Madrid sin cumplir todavía los treinta y seis años, el 6 de mayo de 1854, y fue enterrada en el cementerio de San Isidro. Rubini, el gran tenor, dijo hacia ella, que nunca había encontrado ninguna compañera de escena que tuviera la voz y el alma de Manuela Oreiro.